# Bitwa pod Oczakowem
Bitwa pod Oczakowem miała miejsce w 1788 r. w trakcie wojny rosyjsko-tureckiej 1787-1792.
Powodem wypowiedzenia Rosjanom wojny przez Turcję, było zajęcie przez Rosję chanatu krymskiego w roku 1787. W roku 1788 eskadra rosyjska pod wodzą Amerykanina na służbie rosyjskiej Johna Paula Jonesa napotkała w rejonie Oczakowa turecką eskadrę pod wodzą Hasana el-Ghazi. Atak rozpoczęli Turcy, których dwa okręty osiadły jednak na mieliźnie. W tym momencie nadpłynęła druga rosyjska eskadra pod wodzą księcia von Nassau-Siegen, która zniszczyła obie jednostki tureckie.

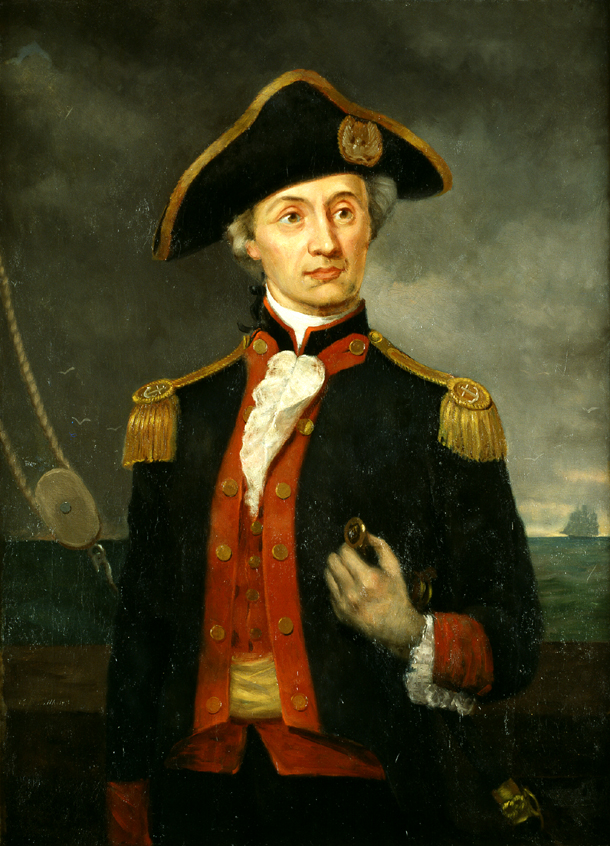
John Paul Jones

W trakcie bitwy przewagę uzyskali Rosjanie, wobec czego okręty tureckie rozpoczęły odwrót. Podczas próby ucieczki, kolejne kilka z nich osiadło na mieliźnie. Łącznie straty tureckie wyniosły 10 większych i 5 mniejszych okrętów, 3000 zabitych i rannych oraz 1673 jeńców. Rosjanie utracili 1 fregatę, 18 zabitych i 27 rannych.